# Chien enragé (court métrage)
Pour les articles homonymes, voir Mad Dog.
Pour plus de détails, voir Fiche technique et Distribution.
Chien enragé (The Mad Dog) est un dessin animé de Mickey Mouse produit par Walt Disney pour Columbia Pictures et sorti le 5 mars 1932.

## Synopsis
Mickey a décidé que c'était le jour du bain pour Pluto. Mickey a déjà réussi à le mettre dans la baignoire et à le savonner. Mais le chien décide de sortir brusquement du bain. Cette sortie fait chuter Mickey avec les serviettes dans l'eau. Le savon est éjecté en l'air et retombe dans la gueule de Pluto. Mickey décide de le faire sortir bien qu'il émette des bulles. Dans la rue, les passants qui voient Pluto pensent qu'il est enragé et lui jettent des objets pour le faire déguerpir. L'employé de la fourrière Pat Hibulaire arrive dans les parages et tente d'abattre Pluto. Mickey parvient à le sauver de justesse mais la poursuite continue.

## Fiche technique
- Titre original : The Mad Dog
- Autres titres[1] :
  - Allemagne : Der Tolle Hund 
  - France : Chien enragé
  - Suède : Musse Pigg och hans galna hund
- Série : Mickey Mouse
- Réalisateur : Burt Gillett
- Animateur : David Hand
- Voix : Walt Disney (Mickey)
- Producteur : Walt Disney, John Sutherland
- Distributeur : Columbia Pictures
- Date de sortie : 5 mars 1932[2]
- Format d'image : Noir et Blanc
- Musique : Bert Lewis
- Son : Mono
- Durée : 7 min
- Langue : (en)
- Pays :  États-Unis

## Commentaires
Le thème de ce film sera repris dans un grand classique en couleur de Mickey Mouse : Mickey et le Phoque (1948)